# Pierre Issa
Pierre Sanitarib Issa (Germiston, Sudáfrica, 11 de septiembre de 1975) es un exfutbolista sudafricano con ascendencia libanesa, se desempeñaba como defensa y se retiró en 2009.

## Clubes
| Club                  | País       | Año         |
| --------------------- | ---------- | ----------- |
| USL Dunkerque         | Francia    | 1994 - 1995 |
| Olympique de Marsella | Francia    | 1995 - 2001 |
| Chelsea FC            | Inglaterra | 2001        |
| Watford FC            | Inglaterra | 2001 - 2002 |
| Tripoli SC            | Líbano     | 2002 - 2004 |
| Ionikos FC            | Grecia     | 2005        |
| OFI Creta             | Grecia     | 2005 - 2009 |

- Datos: Q647683